# Логлайн

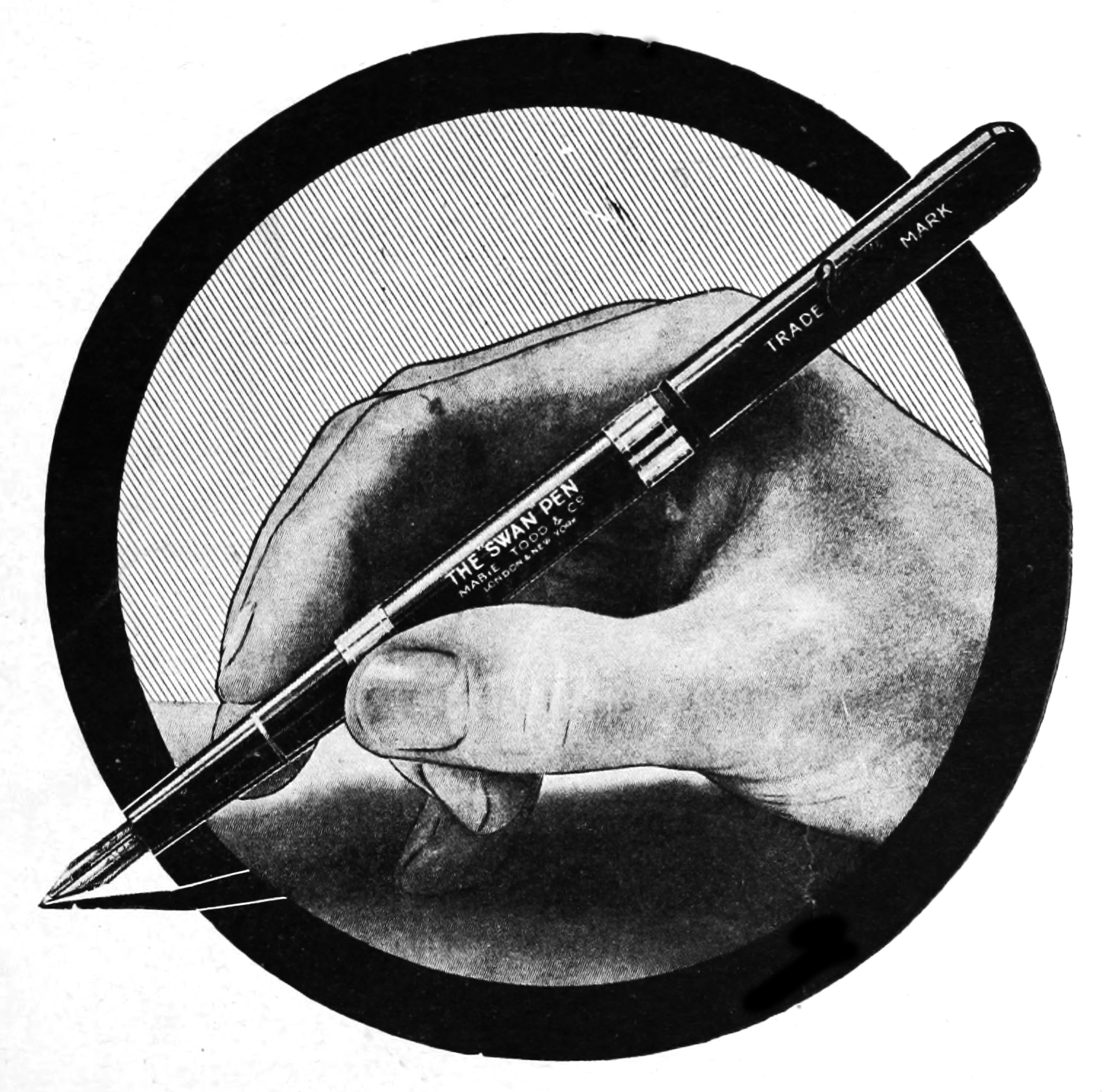
Логлайн — пересказ сценария фильма в одном предложении

Логлайн (англ. Log line, МФА: [lɒɡ laɪn] — «логическая строка») — очень краткое изложение драматической и логической сути сценария фильма, сериала, обычно объёмом одно-два предложения, до 25 слов. При этом целью такого рассказа является привлечь интерес слушателя к истории, чтобы он захотел ознакомиться со сценарием.
При работе над сценарием логлайн может обновляться, дополняться и редактироваться, сохраняя или меняя свою основу.
Логлайн написанного сценария может отличаться от логлайна снятого в итоге фильма.

## История появления
В мире термин «логлайн» появился в середине XX века.
В России термин «логлайн» стал использоваться в конце 1990-х, когда стало более заметным влияние западных киностудий на отечественное кинопроизводство.

## Особенности
Хороший логлайн, чтобы заинтересовать читателя, содержит иронию или вызывает сочувствие. Дополнительные «сильные» прилагательные подробнее характеризуют протагониста или антагониста. Активные визуальные глаголы заставляют двигаться истории вперёд. Описывает одновременно внешнюю и внутреннюю стороны истории: сюжет с внешними действиями героя и его внутреннюю эмоциональную жизнь с моральными ценностями. Важно не забывать, что логлайн, как и тизер, обязательно должен описывать драматический конфликт. Важно объяснить читателю, чем эта история уникальна и отличается от всех остальных. Благодаря всему этому в голове читателя зарождается фантазия, он представляет себе фильм, который ещё даже никто не начал снимать.
Логлайн в отличие от синопсиса или сценария не содержит развязки истории. Его цель заинтересовать читателя историей, но не рассказывать, чем она закончится.
Логлайн помогает автору лучше осознать идею произведения. И более точно воплощать свой замысел, максимально близко к задумке.
Продюсерам логлайн позволяет экономить своё время. Нет нужды читать весь сценарий, чтобы понять идею автора. Если инвестору интересен сюжет в кратком пересказе, то обычно после этого он переходит к ознакомлению с полным сценарием

## Этапы создания
Структура логлайна состоит из 4 основных частей: [герой] + [неожиданное событие] + [цель героя] + [основной конфликт].
Логлайн может быть первым этапом написания сценария, началом движения от идеи к готовому фильму. Или же может быть выжимкой уже готового написанного сценария, чтобы в наиболее краткой форме представить концепцию проекта редактору, продюсеру или другим заинтересованным лицам. Из хорошо написанного логлайна легче определить бюджет проекта и целевую аудиторию фильма.

### Если есть только идея
1. Понять кто является главным героем в идее.
2. Основная слабость или недостаток героя. Вызов должен заставить героя выбирать между привычной жизнью и новыми потенциальными возможностями.
3. Понять какая цель героя / вызов судьбы / судьбоносное событие, меняющее жизнь героя.
4. Понять кто или что мешает герою добиться цели.
5. Кто друг или союзник главного героя.
6. Какая битва решает судьбу героя.

После этого на основе логлайна переходить к написанию аутлайна, тритмента, синопсиса, а затем сценария.

### Если готов сценарий
1. Перечитать сценарий и синопсис.
2. Посмотреть примеры других логлайнов культовых фильмов.
3. Посмотреть примеры других логлайнов фильмов в том же жанре.
4. Понять кто является главным героем в сценарии.
5. Понять какая цель героя.
6. Понять кто или что мешает герою добиться цели.
7. Написать логлайн в настоящем времени в виде формулы: Герой (А), для достижения своей цели (Б), преодолевая трудное для него препятствие (!), совершает ПОСТУПОК (В)[2].
8. Проверить текст на лёгкость восприятия. Заменить термины, устаревшие и редкие слова на понятный широкой аудитории простой язык.
9. Просмотреть получившийся логлайн. Внести изменения в случае необходимости.
10. Продемонстрировать логлайн тестовой группе людей. Внести изменения в случае необходимости.

### Частые ошибки
1. Лишние слова и фразы «Это история о…» или «Мы проследим путь, как…».
2. Бесполезная информация, лишние детали.
3. Имена героев.
4. Отсутствие конфликта или проблемы.
5. Сложные предложения с большим количеством придаточных.
6. Сложные термины или редко используемые слова.
7. Отсутствие уникальности в истории.
8. Наличие развязки, которая раскрывает интригу истории[5].